# Taro Urabe
Taro Urabe (卜部 太郎 Urabe Taro?,  nacido el 11 de julio de 1977 en Hyogo) es un exfutbolista japonés. Jugaba de delantero y su último club fue el Rochedale Rovers.

## Trayectoria

### Clubes
| Club              | País           | Año         |
| ----------------- | -------------- | ----------- |
| [[Cerezo [Osaka]] | Japón]         | 1996 - 1998 |
| Montedio Yamagata | Japón          | 1999        |
| Rochedale Rovers  | Estados Unidos | 2000 - 2008 |